# Свадебный разряд Василия III Ивановича (1526)
Основная статья Свадебные разряды
Свадебный разряд Василия III Ивановича (1526) — полное название монографии: Свадьба великого князя Василия Ивановича Всея Руси, как понял княжну Елену дочь Василия Львовича Глинского 21 января 1526 года.
Василий III Иванович был женат дважды. Первый раз на Соломонии Юрьевне Сабуровой, которая после многих лет совместной жизни, постриглась в монастырь, за неимением детей. Вторым браком женат на Елене Васильевне Глинской. От данного брака родилось двое сыновей: Иван IV Васильевич Грозный и Юрий Васильевич Углицкий.
Разрядная запись о свадьбе Василия III Ивановича и Елены Васильевны Глинской древнейший документ о свадебных делах великих князей и Государей на Руси и представляют картину  чинов мужского и женского пола царского двора. Составляет исключительный материал для историков и генеалогов по изучению дворянских родов и их членов.  Является первоначальным образцом для последующих свадеб Государей Российских.

## Критика
По различным причинам, в дело свадьбы Василия III Ивановича, было включено 5 документов бракосочетания Ивана IV Васильевича Грозного. Нет указания: о составе свадебного поезда, кто нёс кику, ритуала помывки в бане. Фактически нет упоминаний о родственниках со стороны невесты.

## Разрядная запись
| Свадебные чины |
| --- |
| На свадьбе у великого князя на первый день в Большом месте за столом сидел великого князя брат Юрий Иванович. |
| Тысячный: брат великого князя, князь Андрей Иванович. |
| Дружка: Бельский Дмитрий Фёдорович с женою. |
| Другой Дружка: Захарьин Михаил Юрьевич. |
| Со стороны великой княгини дружки: князь Горбатый Михаил Васильевич и князь Горбатый Борис Иванович с женою. |
| Свахи со стороны великой княгини: жена князя Шуйского Ивана Васильевича — княгиня Авдотья и жена Юрьева Малого — Варвара.                                                                                             |
| За столом сидели боярыни: жена князя Бельского Фёдора Ивановича — княжна Анна, жена князя Холмского Семёна — княгиня Марья, жена Захарьина-Юрьева — Арина, жена Петрова Яковля — Анна, жена Юрьева Михаила — Федосья. |
| У изголовий были: |
| У великого князя: Шереметьев Василий. |
| У великой княгини: князь Кашин Александр. |
| У постели бояре: князь Телепнёв-Немой Иван Васильевич. Князь Серебряный Семён Дмитриевич. |
| У постели боярыни: жена Федоровича — Марья Григорьевна. Жена Андреевича — Алёна Ивановна. Жена Андреевича — Аграфена Васильевна.                                                                                      |
| Свечу великого князя к месту и к церкви несли: князь Немой-Одолба Пётр Иванович и Карпов Иван Семёнович. |
| Другую свечу несли: Карпов-Лошка Василий Семёнович и Горенской Иван. |
| Фонарь над свечою великого князя несли: Поплевин Владимир Васильевич и Карпов Иван Фёдорович. |
| Фонарь над другою свечою несли: Нагово Алексей Михайлович и Нагово Василий Михайлович. |
| Каравай несли: |
| Великого князя: Жулебин Игнатий. Тучков Иван Михайлович. Усов Василий Волынский. Нагой Михаил. |
| Другой каравай несли: Тучков Василий Михайлович. Жулебин Семейка. Нагой-Немой Фёдор Михайлович. Князь Кашин Юрий Иванович.                                                                                            |